# Станислава Чуринскиене
Станислава Чуринскиене е българска писателка и журналистка.

## Биография
Родена е в София през 1976 година. Завършва „Психология“ и „Журналистика“.
Сътрудник е на списанията „EVA“ и „Жената днес“, както и кореспондент на в-к „Преса“.

## Творчество
Своята писателска кариера започва с романа „Бог да благослови Стю“ (2007), заради който „Литературен вестник“ я нарича „чужденеца в българското съвременно писане“. Истинска популярност обаче добива с книгата „Second Life“ (2009), която поради засиления читателски интерес е разработена от БНТ в 30-минутен филм. Качен в интернет, той регистрира почти 20 000 оригинални гледания за по-малко от 48 часа. Романът е вдъхновен от едноименната онлайн игра Second Life, представяща паралелния интернет живот на играчите. Книгата разказва за все по-разрастваща се група от хора, наречена от авторката „интернет емигранти“, които практически живеят в Мрежата, за сметка на офлайн контактите. За да бъде романът автентичен, авторката прекарва почти 6 месеца, общувайки само онлайн, без да излиза от къщи. Книгата е издадена на литовски език, предстоят преводи и в други европейски държави.
Мрежата продължава да присъства като тема и герой в „Хванаха ме да крада“, макар и много по-периферно. Книгата интерпретира набираща популярност тема – как Интернет променя порядъка, в който живеем. Според Чуринскиене „вече не ни е достатъчно само да преживяваме нещата, а имаме силна потребност и да пишем за тях“. В общия случай в съвременния роман Интернет се представя като възможност да се скриеш, да се представиш под чужди самоличности. „Хванаха ме да крада“ обаче разказва как новите средства и среди за комуникация ни принуждават против волята ни, по силата на възстановена скайп-дискусия или налучкана парола, да бъдем по-честни в личния си живот, по-прозрачни един за друг. Веднъж изпратено като имейл или съобщение, публикувано във форум, натракано в скайп, качено в социална мрежа, написаното остава и обикновено става достояние на най-неподходящия реципиент. Така Интернет ни разказва истината за живота на хората, с които сме обвързани, а оттам и за нашия живот. Онази истина, която не искаме да знаем.

## Личен живот
Понастоящем е омъжена за Арунас Винчунас, живее в Брюксел, Белгия. Има син Томас.

## Книги
- „Бог да Благослови Стю“. „Асима“, 2007
- „Second Life“. „Асима“, 2009
- „Хванаха ме да крада“. „Жар-Жанет Аргирова“, 2011
- „Инцидент“ – 2012 издател „Жанет 45“, 2012
- „От Космоса с любов“. „Изток – Запад“, 2013